# Jimmy Tabidse
Dschemal „Jimmy“ Tabidse (georgisch ჯემალ „ჯიმი“ ტაბიძე, FIFA-Schreibweise nach engl. Transkription: Jemal „Jimmy“ Tabidze; * 18. März 1996 in Samtredia) ist ein georgischer Fußballspieler, der ab Juli 2022 beim georgischen Verein Dinamo Tiflis unter Vertrag steht. Der Innenverteidiger ist seit Januar 2017 georgischer Nationalspieler.

## Karriere

### Verein
Der in Samtredia geborene Jimmy Tabidse begann seine fußballerische Ausbildung beim FC Saburtalo Tiflis, wo er zur Saison 2013/14 in die erste Mannschaft befördert wurde. Am 31. August 2013 (1. Spieltag) bestritt er beim 4:1-Heimsieg gegen Kolcheti Chobi sein Debüt in der zweithöchsten georgischen Spielklasse. In dieser Spielzeit absolvierte der Innenverteidiger 18 Ligaspiele und in der folgenden Saison 2014/15 kam er auf 19 Ligaeinsätze.
Im Juli 2015 wechselte Tabidse in die Reserve des belgischen Erstligisten KAA Gent. Dort spielte er eineinhalb Jahre und bestritt in dieser Zeit keine Spiele in der ersten Mannschaft. Am 14. Februar 2017 wechselte er auf Leihbasis bis zum Ende der Saison 2016/17 zum russischen Erstligisten Ural Jekaterinburg. Am 25. April 2017 (25. Spieltag) gab er bei der 0:1-Auswärtsniederlage gegen Spartak Moskau sein Debüt in der Premjer-Liga. In dieser Spielzeit kam er in drei Ligaspielen zum Einsatz.
Am 1. Juli 2017 schloss er sich dem russischen Erstligisten FK Ufa an, wo er einen langfristigen Vertrag unterzeichnete. Sein erstes Spiel absolvierte er am 15. Juli 2017 (1. Spieltag) beim 1:0-Auswärtssieg gegen den FK Tosno. Tabidse etablierte sich rasch nach seiner Ankunft als Stammspieler und beendete die Saison 2017/18 mit 20 Ligaeinsätzen. Nachdem er in der darauffolgenden Spielzeit 2018/19 seinen Status als startender Innenverteidiger vorerst beibehalten konnte, verlor er diesen im Dezember 2018, sodass er schließlich nur 13 Ligaspiele bestritt. Am 20. Juli 2019 (2. Spieltag) erzielte er bei der 2:3-Heimniederlage gegen den FK Krasnodar sein erstes Ligator. In dieser Saison 2019/20 setzte er sich wieder in der Startformation fest und machte er 25 Ligaspiele, in denen er einen Torerfolg verbuchen konnte. In der Saison 2020/21 waren es 22 von 30 möglichen Ligaspielen und zwei Pokalspielen.
In der nächsten Saison fiel er bis Jahresende 2021 aufgrund einer Kreuzbandoperation aus. Bei Wiederaufnahme des Spielbetriebes nach der Winterpause Ende Februar 2022 ließ er sich aufgrund des Russischen Überfalls auf die Ukraine beurlauben. Ende März 2022 wurde sein Vertrag endgültig aufgelöst.
Nachdem er vorübergehend ohne Verein war, unterschrieb er Mitte Juni 2022 beim belgischen Erstdivisionär KV Kortrijk einen neuen Vertrag ab der Saison 2022/23 mit einer Laufzeit von zwei Jahren. Mitte Juli 2022 erhielt er ein Angebot von Dinamo Tiflis aus Georgien. Darauf löste er seinen Vertrag in Kortrijk vor dem ersten Spiel auf und unterschrieb dort einen Vertrag bis Ende 2023.

### Nationalmannschaft
Zwischen August 2012 und März 2013 bestritt er acht Länderspiele für die georgische U17-Nationalmannschaft, in denen ihm ein Torerfolg gelang. Im Jahr 2015 kam er zu neun Einsätzen in der U19. Anschließend stand er bis November 2017 in acht Spielen der U21 auf dem Platz.
Am 23. Januar 2017 bestritt er beim 2:2-Unentschieden gegen Usbekistan sein Debüt in der georgischen A-Nationalmannschaft, als er in der Schlussphase für Lascha Schergelaschwili eingewechselt wurde. Am 27. März 2018 erzielte er beim 2:0-Testspielsieg gegen Estland sein erstes Länderspieltor.  In der erfolgreichen Qualifikation für die EM 2024 kam er nur im ersten Spiel zum Einsatz, wurde aber obwohl er danach nicht mehr eingesetzt wurde für die Endrunde nominiert.